# Blue Stream

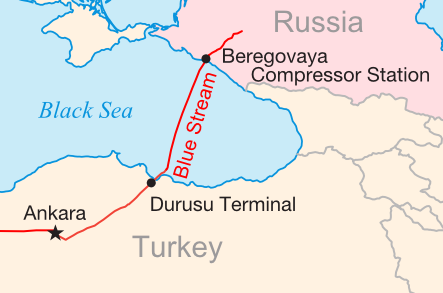
Traseul Blue Stream

Blue Stream este un gazoduct prin care Rusia furnizează Turciei gaze naturale. Gazoductul leagă cele două țări prin Marea Neagră și este format din două conducte paralele. Blue Stream pornește din Izobilny, Rusia, ajunge la litoral în stația de compresare Beregovaya traversează Marea Neagră, ajunge în Turcia în Samsun și se oprește în Ankara. Blue Stream a fost construit de compania rusească Gazprom și cea italiană Eni și are o capacitate de 16 miliarde metri cubi pe an. Gazoductul asigură 65% din necesarul de gaz al Turciei.